# Codeshare

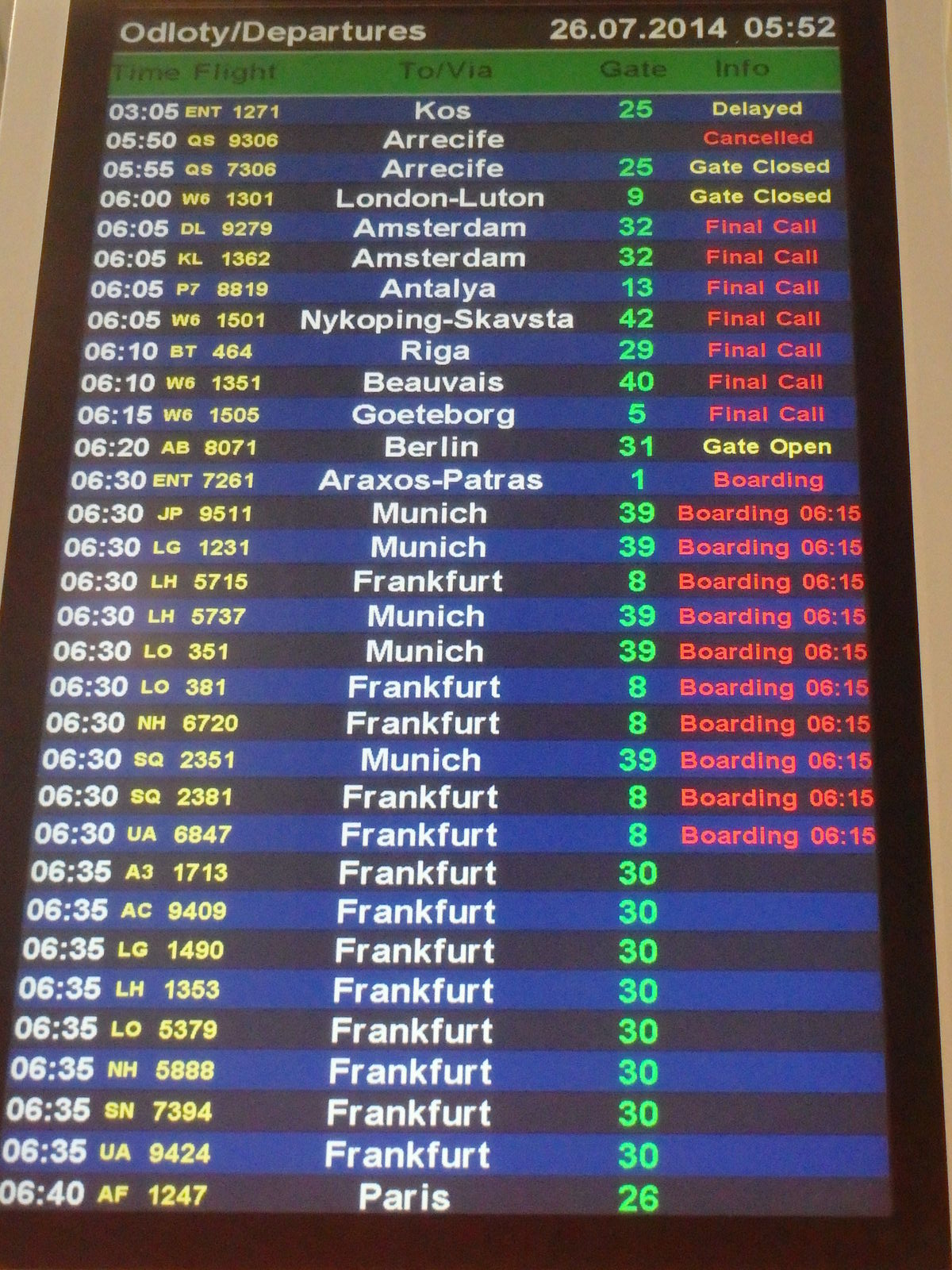
Odletová tabule na letišti ve Varšavě, kde je zobrazeno několik letů do Frankfurtu s totožným časem odletu (6:35), ale s odlišnými označeními letecké společnosti. Spojení je operováno Lufthansou (LH), zároveň s ní mají na tomto letu codeshare společnosti Aegean (A3), Air Canada (AC), Luxair (LG), LOT (LO), All Nippon (NH), Brussels (SN) a United Airlines (UA)

Codesharová smlouva krátce codeshare (anglicky codeshare agreement – smlouva o sdílení kódu) zjednodušeně také codeshare je obchodní ujednání dvou či více leteckých společností v letectví, když se dohodnou na sdílení letů. Sdílení v tomto smyslu znamená, že společnost propaguje daný let pod svou značkou i číslovým označením letu, lze si koupit letenku přes různá označení leteckých společností, které let společně provozují. Let a letoun je ale provozován jen jedním ze subjektů codesharové smlouvy, který se nazývá provozující dopravce.
Kód letu se tak může lišit, přes číslem má každá aerolinka svůj IATA kód. Tedy, XX123 (letové číslo 123 operováné společností XX; například České aerolinie mají IATA kód OK), může být prodáván jinými společnostmi YY označen jako YY376 nebo například ZZ, t ZZ8924.
Většina leteckých společností v současnosti provozuje codesharové lety, ty jsou klíčem velkých aliancí leteckých společností, které kvůli tomu byly často založeny.

## Důvody a výhody

### Pro pasažéry
- Spojování letů: což přináší zákazníkovi jasnější spojení, letenku si při přestupu nemusí kupovat z bodu A do bodu B a pak z bodu B do bodu C, ale rovnou si koupí letenku na trasu A – C. Letecké společnosti také vzájemně synchronizují lety aby zákazník nemusel dlouho čekat na přestup.
- Sdílená odpovědnost mezi aeroliniemi: když let se zákazníkem přiletí na přestupní letiště pozdě což zapříčiní ztrátu jeho kufrů, mají za ně odpovědnost obě společnosti. Pokud by nebyl codeshare, za kufr by první společnost nenesla odpovědnost.

### Pro letecké společnosti
- Vyšší frekvence: pokud na lince operují dvě společnosti, přináší to vyšší frekvence letů oběma společnostem.
- Průzkum neobshluhovaných trhů: společnost si může při codesharových letech ověřit, zda by se jí například vyplatilo na dané lince působit, aniž by nasazovala svoje letadla a riskovala tak ztrátu.
- Provozní náklady letů jsou nižší.